# 滋賀県道297号安曇川高島線
滋賀県道297号安曇川高島線（しがけんどう297ごう あどがわたかしません）は、滋賀県高島市を通る一般県道である。

## 概要
高島市安曇川町西万木から高島市拝戸に至る。
安曇川地区の中心部から西の郊外へ、徐々に進行を変えて南へと向く。

### 路線データ
- 起点：高島市安曇川町西万木（西万木交差点、滋賀県道558号高島大津線交点）
- 終点：高島市拝戸（滋賀県道296号畑勝野線交点）
- 総延長：5.5 km

## 路線状況

### 重複区間
- 滋賀県道295号市場野田鴨線（高島市武曽横山）

### 道路施設

#### 橋梁
- 横山大橋（八田川、高島市）
- 万年橋（鴨川、高島市）

## 地理

### 通過する自治体
- 高島市

### 交差する道路
| 交差する道路                                    | 交差する場所   | 交差する場所        |
| ----------------------------------------------- | -------------- | ------------------- |
| 滋賀県道558号高島大津線                         | 安曇川町西万木 | 西万木交差点 / 起点 |
| 福井県道・滋賀県道23号小浜朽木高島線 / バイパス | 安曇川町田中   |                     |
| 福井県道・滋賀県道23号小浜朽木高島線 / 旧道     | 安曇川町田中   | 南市交差点          |
| 滋賀県道298号常磐木音羽線                       | 安曇川町田中   | 田中交差点          |
| 滋賀県道295号市場野田鴨線 重複区間起点          | 武曽横山       |                     |
| 滋賀県道295号市場野田鴨線 重複区間終点          | 武曽横山       |                     |
| 滋賀県道296号畑勝野線                           | 拝戸           | 終点                |

### 交差する鉄道
- 湖西線

### 沿線
- 日吉神社
- JR西日本湖西線 安曇川駅
- 妙願寺
- 滋賀県信用組合 安曇川支店
- 安曇川郵便局
- NTT西日本 滋賀支店安曇川別館
- 滋賀銀行 安曇川支店
- 高島市役所 安曇川支所
- 高島市立安曇川中学校
- 高島市立安曇小学校
- 田中神社
- 若宮神社
- 高島拝戸郵便局